# Low C (canción)
Low C es una canción de la banda de rock británica Supergrass, perteneciente al álbum Road to Rouen lanzado en 2005. Fue lanzado el 24 de octubre de 2005 como segundo sencillo del álbum y alcanzó el número #52 en la lista en el Reino Unido, durando solo una semana en la misma. Su lado B es Roxy.

## Vídeo musical
El vídeo musical fue grabado en Weeki Wachee Springs.

## Lista de canciones
Disco de vinilo de 7''
1. "Low C" (4:18)
2. "Roxy" (Acústico, vivo desde Ronnie Scott's Jazz Club) (3:45)

CD
1. "Low C" (4:18)
2. "Low C (Vivo desde Oxford Playhouse)" (4:16)

DVD
1. "Low C" (4:18)
2. "Lady Day and Jogn Coltrane (Acústico, desde Ronnie Scott's Jazz Club)
3. "Low C (video)" (5:16)
4. "St. Petersburg (video)" (3:12)